# Megacyllene lutosa
Megacyllene lutosa är en skalbaggsart som först beskrevs av Leconte 1861.  Megacyllene lutosa ingår i släktet Megacyllene och familjen långhorningar. Inga underarter finns listade i Catalogue of Life.